# Sông Roe
Sông Roe chảy từ Giant Springs đến sông Missouri gần Great Falls, Montana, Hoa Kỳ. Sông Roe chỉ dài 60m ở điểm không đổi dài nhất của nó, và đã được sách Kỷ lục Guinness công nhận là Sông ngắn nhất thế giới vào năm 1989 trước khi Guinness xóa đi danh hiệu này vì có nhiều tranh cãi về các tiêu chí xét duyệt. Về phía điểm cuối, Roe sâu khoảng 1,8 - 2,4m.
Một chiến dịch thành công để sông Roe được Sách Kỷ lục Guinness công nhận Roe là Sông ngắn nhất thế giới vào năm 1987 của những học sinh lớp 5 của giáo viên Susie Nardlinger tại Trường tiểu học Lincoln ở Great Falls. Con sông không được đặt tên vào thời điểm đó, vì vậy các sinh viên trước tiên phải kiến nghị với Ủy ban Tên địa lý Hoa Kỳ để chấp nhận tên đề xuất của họ, sông Roe, sau đó gửi đề xuất của họ lên Guinness. Vào năm 1988, cầu thủ bóng đá NFL tương lai Dallas Neil, khi đó là một sinh viên trong trường, đã xuất hiện trên The Tonight Show như một phần của nỗ lực này.
Trước đây, sông D ở Oregon đã được liệt kê trong sách Kỷ lục Guinness thế giới là sông ngắn nhất thế giới ở 130m. Danh hiệu này đã được tranh cãi vào năm 1989 khi Guinness công nhận sông Roe là sông ngắn nhất thế giới. Không chấp nhận, người dân thành phố Lincoln đã đệ trình một phép đo mới của sông D (37m) tới Guinness, khi đang ở "thủy triều cực cao". Vào thời điểm đó, Phòng Thương mại của Thành phố Lincoln đã mô tả Roe là một "mương thoát nước được khảo sát cho một dự án trường học." Nardlinger phản bác rằng D chỉ là một "bể nước biển dự phòng", chỉ ra rằng có một ngã ba thay thế cho Roe chỉ dài 9,1m, và đề nghị rằng một cuộc khảo sát mới được thực hiện. Guinness dường như không giải quyết tranh chấp mà thay vào đó  không liệt kê sông ngắn nhất thế giới, có thể là kết quả của tranh chấp đang diễn ra này. 

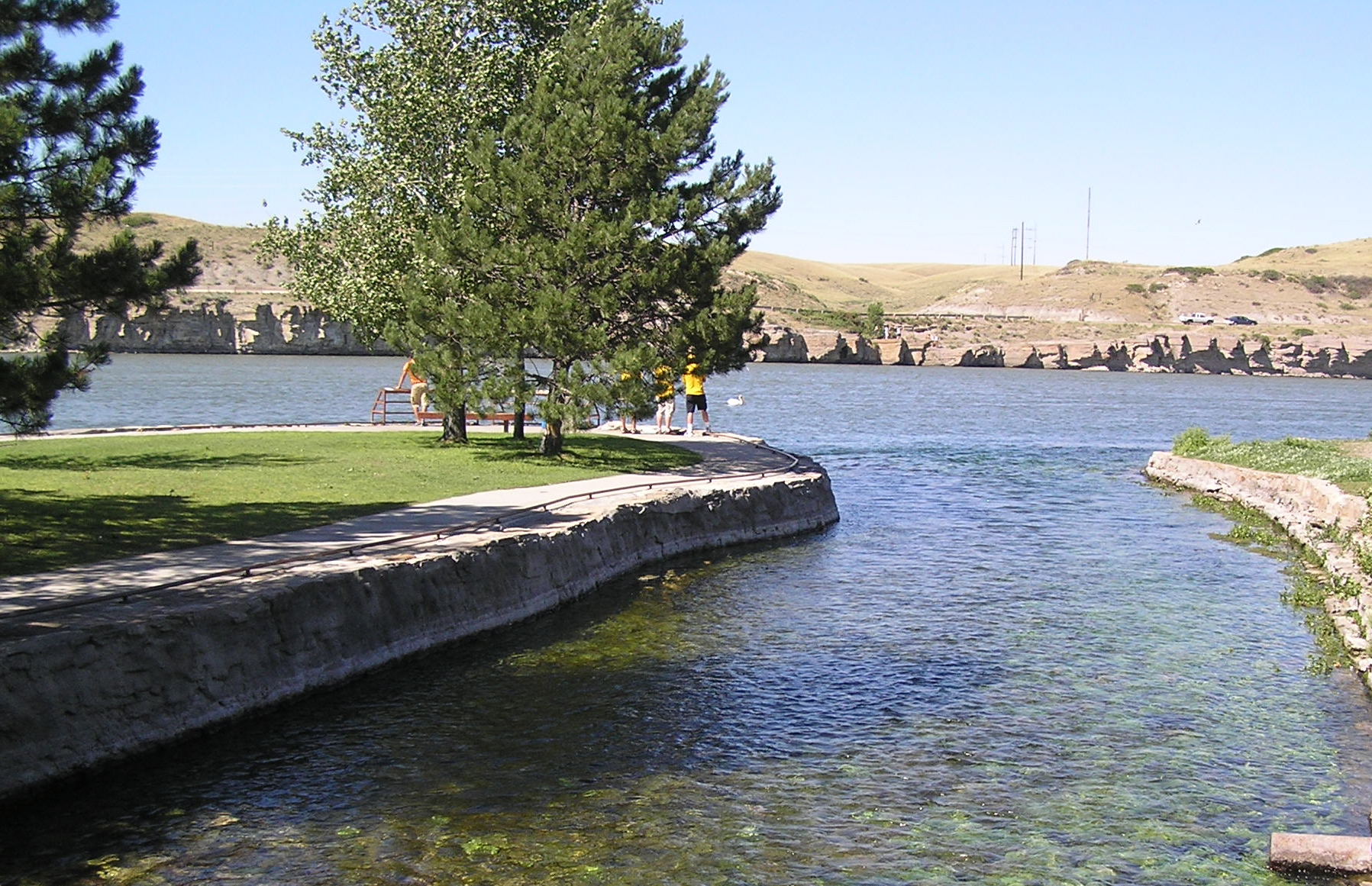
Sông Roe ở cửa sông, chảy vào sông Missouri

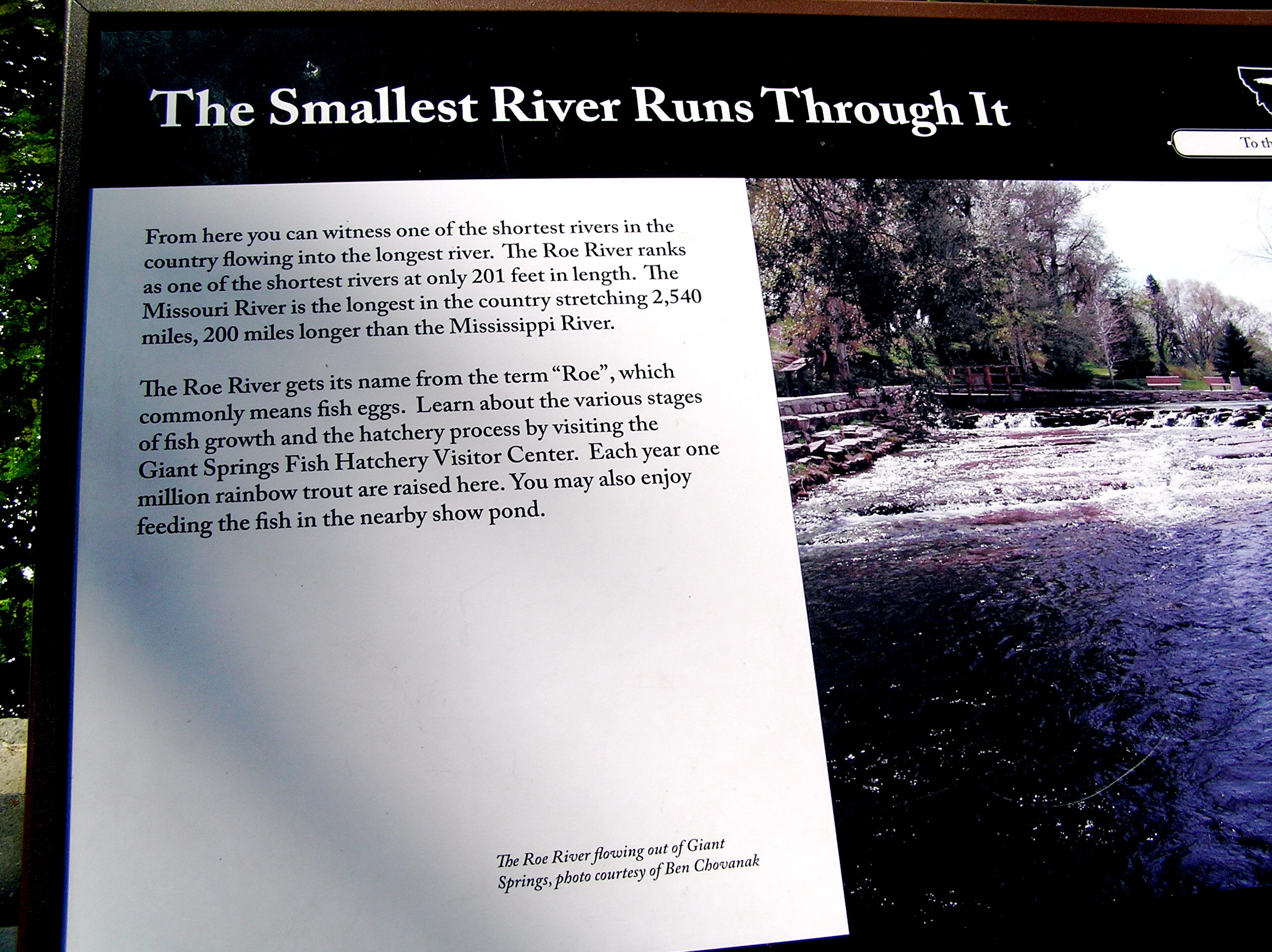
Văn bản chứng minh cho sông Roe